# Musée des transports en commun de Wallonie
Pour les articles homonymes, voir Musée des transports.
Le Musée des Transports en commun de Wallonie est un musée de Liège présentant de nombreux véhicules tels que d'anciens tramways, trolleybus et autobus. Il est ouvert au public du premier mars au 30 novembre. Le week-end et les jours fériés, le musée est accessible à partir de 14 heures.
L'arrêt de bus "Hôtel de Police" situé à proximité est desservi par les lignes 3, 6 et 26 du TEC Liège-Verviers. Un parking pour automobiles et des râteliers pour vélos sont à la disposition des visiteurs.

## Histoire
Le musée a été fondé à l'initiative d'associations d'amateurs en 1985 pour sauver de la destruction d'anciens tramways, trolleybus et autobus. Le musée est en effet géré par l'asbl Musée des Transports en Commun du pays de Liège.
Il présente une quarantaine de véhicules entièrement restaurés sur une superficie de plus 
de 3 500 m2, depuis les véhicules à traction chevaline, jusqu'aux tramways électriques, trolleybus et autobus, utilisés de 1875 à nos jours. On notera la présence de 3 tramways en provenance du réseau d'Aix-la-Chapelle.
Le musée présente aussi un ensemble de plaques de destinations anciennes, une série de vitrines montrant l'ancien matériel de réseau (éléments d'uniformes, monnayeurs...) ainsi qu'une série de modèles réduits de tramways ayant circulé dans le pays de Liège.

## Les collections
Les listes suivantes ne sont pas exhaustives et devront être complétées ou actualisées au fil du temps (dernière actualisation en juillet 2024) :

### Les matériels suivants sont exposées au musée

#### Berlines et diligences
| Matricule                     | Constructeur et date                                 | Origine et informations techniques                                                                                          | Photo |
| ----------------------------- | ---------------------------------------------------- | --- | ----- |
| Diligence                     | Constructeur inconnu, vers 1860.                     | Elle a servi entre Ciney et Dinant entre 1860 et 1925.                                                                      |       |
| Diligence de type "Park drag" | Holland and Holland entre 1700 et 1800.              | Utilisée en Ardennes Belge entre 1700 et 1850.                                                                              |       |
| Berline                       | Carosini entre 1700 et 1800.                         | - Utilisée à Liège. - Berline de gala de François-Antoine-Marie de Méan (dernier prince-éveque de la principauté de Liège). |       |
| Berline no 35                 | Construite (et utilisée) à Liège entre 1800 et 1900. | Taxi hippomobile dit "La Victoria".                                                                                         |       |
| Berline no 36                 | Construite (et utilisée) à Liège entre 1800 et 1900. | Taxi hippomobile dit "La Vigilante".                                                                                        |       |

#### Locomotives à vapeur
| Matricule       | Constructeur et date     | Origine et informations techniques | Photo |
| --------------- | ------------------------ | --- | ----- |
| Locomotive no 1 | Saint-Léonard, 1905      | - Locomotive à vapeur Vicinal de type 020T à voie normale. - Numéro constructeur no 1363. - Construite pour la Société générale métallurgique d'Hoboken (Lommel), jusqu'en 1980 où elle fut transférée au TTZ. - En 2003, la locomotive est récupérée par le musée pour y être exposée statiquement. - 6,5 m, 16,5 t (20,2 t en ordre de marche), vitesse maximum : 00 km/h. - Timbre chaudière : 12,4 kg/cm². - Capacité de la soute à charbon : 513 kg. - Capacité de la soute à eau : 1 800 L (1,8 m3). |       |
| SNCV HL.1076    | Grand-Hornu (Mons), 1920 | - Locomotive à vapeur Vicinal de type 18 (030T) à voie métrique. - Racheté par le TTA en 1967. - Elle fut restaurée (cosmetiquement uniquement) par le CFV3V. - Cette locomotive n'a plus de roues, présentée statiquement au musée depuis 2021. - 6,4 m, 18 t (22 t en ordre de marche), vitesse maximum : 30 km/h. - Timbre chaudière : 12,4 kg/cm². - Capacité de la soute à charbon : 520 kg. - Capacité de la soute à eau : 2 000 L (2 m3).                                                           |       |

#### Motrices électriques à deux essieux et à bogies
| Matricule                                       | Constructeur et date                                            | Origine et informations techniques | Photo |
| ----------------------------------------------- | --------------------------------------------------------------- | --- | ----- |
| 19                                              | Établissements Verhaegen & Général Electric, 1896               | - 00 m, 00 t, vitesse maximum : 00 km/h. - Utilisé à Bruxelles entre 1896 et 1954. |       |
| 43                                              | Société franco-belge, 1899                                      | - 00 m, 00 t, vitesse maximum : 00 km/h. - Utilisé à Liège par la société Tramways Est-Ouest de Liège et Extensions (E.O.) entre 1889 et 1937. - Don de "l'AMUTRA".                                                                                            |       |
| 57                                              | S.A. des Ateliers de Godarville et ACEC, 1912                   | - 00 m, 00 t, vitesse maximum : 00 km/h. - Utilisé à Verviers (tramway de Verviers) entre 1912 et 1963. - Don de "l'AMUTRA". |       |
| 72                                              | Ateliers métallurgiques de Nivelles et AEG, 1900                | - 00 m, 00 t, vitesse maximum : 00 km/h. - Utilisé à Verviers (tramway de Verviers) entre 1900 et 1969. - Don de "l'AMUTRA". |       |
| 114                                             | MAN SE et Général Electric, 1908                                | - 00 m, 00 t, vitesse maximum : 00 km/h. - Utilisé à Liège par la société Tramways Est-Ouest de Liège et Extensions (E.O.) puis par la société Tramways Unifiés de Liège et extensions (T.U.L.E.) entre 1908 et 1954. - Tramway construit à l'étranger (rare). |       |
| 133                                             | ACEC et les Ateliers de construction de et à Familleureux, 1926 | - 00 m, 00 t, vitesse maximum : 00 km/h. - Utilisé à Liège par la société Tramways Unifiés de Liège et extensions (T.U.L.E.) entre 1926 et 1960. |       |
| 193 (type M29)                                  | Baume et Marpent et ACEC, 1930                                  | - 00 m, 00 t, vitesse maximum : 00 km/h. - Utilisé à Liège par la société Tramways Unifiés de Liège et extensions (T.U.L.E.) entre 1930 et 1964. |       |
| 1 (type A)                                      | Ateliers métallurgiques de Nivelles et ACEC, 1905               | - 00 m, 00 t, vitesse maximum : 00 km/h. - Utilisé à Liège entre 1905 et 1964. |       |
| 45 (type B)                                     | Ateliers métallurgiques de Nivelles et ACEC, 1915               | - 00 m, 00 t, vitesse maximum : 00 km/h. - Utilisé à Liège entre 1915 et 1967. |       |
| 51 (type C)                                     | Ateliers métallurgiques de Nivelles, 1926                       | - 00 m, 00 t, vitesse maximum : 00 km/h. - Utilisé à Liège entre 1926 et 1967. - Don de "l'AMUTRA". |       |
| 321 (type D)                                    | La Brugeoise et Nicaise et Delcuve, 1934                        | - 00 m, 00 t, vitesse maximum : 00 km/h. - Utilisé à Liège entre 1935 et 1968. |       |
| 10063                                           | Ateliers de Cureghem, 1956                                      | - 00 m, 00 t, vitesse maximum : 00 km/h. - Utilisé à Gand, Hasselt, Liège et dans le Hainaut entre 1930 et 1984. |       |
| 10112                                           | Ateliers de Braine-le-Comte et SEM, 1934                        | - 00 m, 00 t, vitesse maximum : 00 km/h. - Utilisé à Bruxelles et Liège entre 1934 et 1956. |       |
| 1006                                            | Waggonfabriek Talbot (Allemagne) et AEG, 1956/57.               | - 00 m, 00 t, vitesse maximum : 00 km/h. - Utilisé à Aix-la-Chapelle entre 1957 et 1974. |       |
| 2603                                            | Waggonfabriek Talbot (Allemagne) et AEG, 1926                   | - 00 m, 00 t, vitesse maximum : 00 km/h. - Utilisé à Aix-la-Chapelle entre 1926 et 1969. |       |
| Transport Automatisé Urbain - TAU (Prototype)   | La Brugeoise et Nivelles/ACEC, date inconnue.                   | - 00 m, 00 t, vitesse maximum : 00 km/h. - Utilisée à Jumet (Charleroi). - Seul exemplaire de métro automatique existant en Belgique. |       |
| Maquette du futur tram de Liège (CAF Urbos 100) | CAF (Espagne), date inconnue.                                   | - Maquette à l'échelle réelle (1:1). - Caractéristiques d'une rame complète : 45 m, 64 t (par rame), vitesse maximum : 00 km/h. Capacité (par rame) : 310 personnes (dont 62 places assises). - Numéro de série : 5101 à 5120 (20 rames au total).             |       |

#### Autobus (Bus) & Trolleybus
| Matricule                             | Constructeur et date                                                    | Origine et informations techniques | Photo |
| ------------------------------------- | ----------------------------------------------------------------------- | --- | ----- |
| Autobus 72 (Mercedes O 3500)          | Mercedes-Benz et Jonckheere, 1952                                       | - 00 m, 00 t, vitesse maximum : 00 km/h. - Utilisé à Liège par la société des Tramways unifiés de Liège et extensions (T.U.L.E) entre 1952 et 1984. |       |
| Autobus 229                           | Mercedes-Benz, 1963                                                     | - 00 m, 00 t, vitesse maximum : 00 km/h. - Utilisé à Liège entre 1963 et 1976. |       |
| Autobus 474                           | MAN SE, date inconnue.                                                  | - 00 m, 00 t, vitesse maximum : 00 km/h. - Utilisé à Liège entre 1991 et 2008. - Don du TEC Liège-Verviers. |       |
| Autobus 503                           | FIAT et Van Hool, 1971                                                  | - 00 m, 00 t, vitesse maximum : 00 km/h. - Utilisé à Liège entre 1971 et 1982. |       |
| Autobus 955                           | Leyland et les Ateliers métallurgiques de Nivelles, 1952                | - 00 m, 00 t, vitesse maximum : 00 km/h. - Utilisé à Liège entre 1952 et 1984. |       |
| Autobus 1515                          | Leyland, Brossel et Jonckheere, 1957                                    | - 00 m, 00 t, vitesse maximum : 00 km/h. - Utilisé en flandre orientale puis à Liège entre 1957 et 1978. |       |
| Autobus 705103                        | Leyland, date inconnue.                                                 | - 00 m, 00 t, vitesse maximum : 00 km/h. - Utilisé à Liège par la de la Compagnie des autobus liégeois. |       |
| Autobus (numéro inconnu)              | Ford, 1925                                                              | - 00 m, 00 t, vitesse maximum : 00 km/h. |       |
| Autobus articulé 701 (Van Hool AG280) | Van Hool, 1981                                                          | - 00 m, 00 t, vitesse maximum : 00 km/h. - Utilisé à Liège entre 08/05/1981 et 11/05/2001 par la "STIL" puis la Société des transports intercommunaux de Liège (TEC). - Don du TEC Liège-Verviers.                                                      |       |
| Trolleybus (réversible) 402           | La Brugeoise et Nivelles/ACEC, Carroseries Paul D'Heure & Brossel, 1936 | - 00 m, 00 t, vitesse maximum : 00 km/h. - Utilisé à Liège par la société Railways économiques de Liège-Seraing et extensions (RELSE) entre 1936 et 1962. - Seul exemplaire conservé au monde de trolleybus bidirectionnel - Réversible de 1936 à 1940. |       |
| Trolleybus 432 (type T32)             | FN et ACEC, 1932                                                        | - 00 m, 00 t, vitesse maximum : 00 km/h. - Utilisé à Liège entre 1933 et 1966. |       |
| Trolleybus 544 (type T54)             | FN et ACEC, 1954                                                        | - 00 m, 00 t, vitesse maximum : 00 km/h. - Utilisé à Liège entre 1954 et 1971. - Dernier type de trolleybus produit en Belgique. |       |

#### Voitures à voyageurs et fourgons
| Matricule               | Constructeur et date                                          | Origine et informations techniques                                                                                           | Photo |
| ----------------------- | ------------------------------------------------------------- | --- | ----- |
| Chevaline 11            | Starbuck Car & Wagon Compagny Limited, 1875                   | - Utilisée à Liège entre 1875 et 1900. - Don de "l'AMUTRA".                                                                  |       |
| Chevaline-Baladeuse 132 | Ateliers de construction de et à Familleureux, 1886           | - Utilisée à Liège entre 1886 et 1927. - Don de "l'AMUTRA".                                                                  |       |
| Remorque 44             | Ateliers Germain, 1928                                        | - Utilisée à Verviers (tramway de Verviers) entre 1928 et 1969. - Don de "l'AMUTRA".                                         |       |
| Remorque 114 (type F)   | Ateliers métallurgiques de Nivelles, 1913                     | Utilisée à Liège entre 1913 et 1968.                                                                                         |       |
| Remorque 366            | Société franco-belge, 1904                                    | - Utilisée à Liège entre 1904 et 1956. - Don de "l'AMUTRA".                                                                  |       |
| Remorque 701            | Ateliers de construction de et à Familleureux, 1926           | - Utilisé à Liège par la société Tramways Unifiés de Liège et extensions (T.U.L.E.) entre 1926 et 1960. - Don de "l'AMUTRA". |       |
| Remorque A.596          | Ateliers métallurgiques de Nivelles, 1886                     | - Utilisée à Liège. - Plus ancienne remorque vicinale conservée en Belgique.                                                 |       |
| Remorque-fourgon A.2249 | Société anonyme des Ateliers de construction de Malines, 1886 | Plus ancien fourgon vicinal concervé en Belgique.                                                                            |       |
| Remorque "De Rechter"   | Établissements Bailly, 1893                                   | |       |

#### Wagons de marchandises
| Matricule                     | Constructeur et date                              | Origine et informations techniques                                         | Photo |
| ----------------------------- | ------------------------------------------------- | -------------------------------------------------------------------------- | ----- |
| Wagon cintreur de rail (no 2) | Constructeur et date inconnus.                    | - Ce wagon était utilisé à Liège. - Unique exemplaire restant en Belgique. |       |
| Wagon raboteur                | Ateliers de construction F. Duray, date inconnue. | Ce wagon était utilisé à Verviers.                                         |       |
| Wagon tombereau               | Constructeur et date inconnus.                    |                                                                            |       |

#### Véhicules divers
| Matricule                                    | Constructeur et date       | Origine et informations techniques                                   | Photo |
| -------------------------------------------- | -------------------------- | -------------------------------------------------------------------- | ----- |
| Vélo                                         | Gillet entre 1915 et 1930. |                                                                      |       |
| Vélo Grand-bi                                | FN Herstal, 1895           |                                                                      |       |
| Motocyclette Touriste G23                    | Saroléa, 1923              |                                                                      |       |
| Voiture échelle hippomobile                  | Constructeur inconnu, 1893 | Utilisé à Liège entre 1893 et 1950.                                  |       |
| Voiture Ford TT                              | Ford, 1922                 | Utilisé par la société J. Pauly Autobus SADAR.                       |       |
| Voiture échelle (type 79)                    | Ford, 1937                 | Utilisé à Liège entre 1938 et 1981.                                  |       |
| Voiture échelle                              | Ford et Perkins, 1954      | Utilisé à Liège par la "STIL".                                       |       |
| Camionnette de contrôle (2CV)                | Citroën, 1948              | Utilisé à Liège par la "STIL".                                       |       |
| Fourgonnette Renault 4 (véhicule de service) | Renault, 1961              | Utilisé par la Société des transports intercommunaux de Liège (TEC). |       |

### Les matériels suivants sont dans les réserves du musée (en attente d'une restauration complète ou cosmétiquement)
Les listes suivantes ne sont pas exhaustives et devront être complétées ou actualisées au fil du temps (dernière actualisation en juillet 2024) :

#### Motrices électriques
| Matricule    | Constructeur et date                     | Origine et informations techniques                                             | Photo |
| ------------ | ---------------------------------------- | ------------------------------------------------------------------------------ | ----- |
| 301 (type D) | La Brugeoise et Nicaise et Delcuve, 1934 | - 00 m, 00 t, vitesse maximum : 00 km/h. - Utilisé à Liège entre 1935 et 1968. |       |

#### Autobus (Bus) & Trolleybus
| Matricule                | Constructeur et date      | Origine et informations techniques                                                                             | Photo |
| ------------------------ | ------------------------- | --- | ----- |
| Autobus 72               | DAF et Jonckheere, 1975   | - 00 m, 00 t, vitesse maximum : 00 km/h. - Utilisé à Verviers entre 1975 et 1995. - Don du TEC Liège-Verviers. |       |
| Autobus 147              | FIAT et Van Hool, 1972    | - 00 m, 00 t, vitesse maximum : 00 km/h. - Utilisé à Liège entre 1972 et 1984. - Don du TEC Liège-Verviers.    |       |
| Autobus 234              | MAN SE, date inconnue.    | - 00 m, 00 t, vitesse maximum : 00 km/h. - Don du TEC Liège-Verviers.                                          |       |
| Autobus 560              | MAN SE, date inconnue.    | - 00 m, 00 t, vitesse maximum : 00 km/h. - Don du TEC Liège-Verviers.                                          |       |
| Autobus 602              | Renault, 1994             | - 00 m, 00 t, vitesse maximum : 00 km/h. - Don du TEC Liège-Verviers.                                          |       |
| Autobus 4998             | Volvo et Jonckheere, 1975 | - 00 m, 00 t, vitesse maximum : 00 km/h. - Utilisé à Liège entre 1977 et 1995. - Don du TEC Liège-Verviers.    |       |
| Autobus A120/20          | Van Hool, 1978            | - 00 m, 00 t, vitesse maximum : 00 km/h. - Don du TEC Liège-Verviers.                                          |       |
| Autobus (numéro inconnu) | Volvo, date inconnue.     | - 00 m, 00 t, vitesse maximum : 00 km/h. - Surnom : Monique. - Don du TEC Liège-Verviers.                      |       |

#### Voitures à voyageurs et fourgons
| Matricule                            | Constructeur et date                     | Origine et informations techniques  | Photo |
| ------------------------------------ | ---------------------------------------- | ----------------------------------- | ----- |
| Baladeuse A.8820                     | Ateliers Germain, 1910                   |                                     |       |
| Remorque vapeur 6BV à trumeaux B.660 | "S.A. des Ateliers de Godarville", 1910  |                                     |       |
| Remorque de type "Gros fumeurs" 257  | La Brugeoise et Nicaise et Delcuve, 1917 | Utilisé à Liège entre 1917 et 1968. |       |

#### Wagons de marchandises
| Matricule | Constructeur et date | Origine et informations techniques | Photo |
| --------- | -------------------- | ---------------------------------- | ----- |

#### Véhicules divers
| Matricule | Constructeur et date | Origine et informations techniques | Photo |
| --------- | -------------------- | ---------------------------------- | ----- |

## Anecdote
Un dépôt désaffecté  de véhicules de transports en commun anciens à Liège, non accessible au public, fait occasionnellement l'actualité. Situé quai de la Batte, à proximité du Grand Curtius, il est régulièrement l'objet d'investigations Urbex.
Début 2020, ce dépôt doit être évacué pour la construction du Tramway de Liège ; à cause du vandalisme récurrent, les véhicules historiques devront être restaurés en profondeur et certains, irréparables, seraient mis à la ferraille.